# Communicatieplan
Een communicatieplan is een document waarin omschreven staat hoe de communicatie binnen een groep en/of tussen groepen personen verloopt en/of zal gaan verlopen. Het is een ontwerp van een systeem om te bevorderen dat mensen binnen een groep doeltreffend met elkaar kunnen communiceren.
In zo'n plan kunnen de volgende aspecten worden omschreven:
- de huidige werkwijze
- de voorgestelde scenario's voor nieuwe werkwijzen
- voor- en nadelen van de voorgesteld scenario's
- waarom een van de scenario's de voorkeur kan hebben
- de manier waarop de groep van de huidige werkwijze kan overstappen op de nieuwe manier van werken.

De volgende vragen worden in het plan beantwoord:
- Wie communiceert met wie?
- Wat?
- Waarom?
- Waar?
- Wanneer?
- Hoe?